# Konferenz evangelischer Kommunitäten
Die Konferenz evangelischer Kommunitäten ist ein Zusammenschluss von zölibatär lebenden Gemeinschaften und Kommunitäten innerhalb der EKD. Anfang der 2000er Jahre öffnete sich die Konferenz für den gesamten deutschsprachigen Raum. Die Konferenz trifft sich alle zwei Jahre als Vollversammlung der Vertreter aller beteiligten Gemeinschaften. 
Zum geistlich-diakonischen Tätigkeitsfeld der Kommunitäten gehören beispielsweise die Seelsorge, Tagungen, das Freiwillige Soziale Jahr (FSJ), der Bundesfreiwilligendienst (BFD), Exerzitien und ein „Kloster auf Zeit“-Aufenthalt.

## Mitglieder
2017 gehörten der Konferenz nach eigenen Angaben 21 Kommunitäten an, darunter zwei Schweizer Gemeinschaften:
- Christusträger-Bruderschaft
- Christusträger-Schwesternschaft
- Communität Kloster Wülfinghausen
- Communität Casteller Ring
- Communität Christusbruderschaft Selbitz
- Communität El Roi (Basel)
- Communität Jesus-Bruderschaft Kloster Volkenroda
- Kommunität Diakonissenhaus Riehen
- Diakonissen-Kommunität Zionsberg
- Evangelische Bruderschaft Kecharismai (Blumenmönche)
- Evangelische Kommunität Kloster Barsinghausen
- Evangelische Marienschwesternschaft Darmstadt
- Kanaan-Franziskusbruderschaft
- Evangelisches Gethsemanekloster
- Jesus-Bruderschaft
- Kommunität Adelshofen
- Kommunität Imshausen
- Kommunität Jesu Weg
- Kommunität „Steh auf!“ (Karlsbad)
- Sankt-Johannis-Konvent vom gemeinsamen Leben (Pommelsbrunn)
- Schwesternschaft des Julius-Schniewind-Hauses

Die Konferenz kooperiert eng mit dem Treffen Geistlicher Gemeinschaften, zu dem auch nicht-zölibatäre Gemeinschaften gehören.